# 98127 Vilgusová
(98127) Vilgusová, denumire internațională (98127) Vilgusova, este un asteroid din centura principală de asteroizi.

## Descriere
98127 Vilgusová este un asteroid din centura principală de asteroizi. A fost descoperit pe 24 septembrie 2000 la Observatorul din Ondřejov de Lenka Sarounova și Petr Pravec. Asteroidul prezintă o orbită caracterizată de o semiaxă mare de 2,42 ua, o excentricitate de 0,18 și o înclinație de 3,9° în raport cu ecliptica.